# Kongo Maru (1935)
El Kongo Maru fue un buque de carga mixto construido para la Kokusai Kisen KK Lines en 1935. Fue uno de los primeros buques civiles transformado en crucero auxiliar por la Armada Imperial Japonesa, durante la Segunda Guerra Mundial.

## Historia
El Kongo Maru operó en las rutas comerciales filipinas y luego a la parte oriental de América del Norte usando la ruta del Canal de Panamá desde 1935 hasta mediados de 1941.
El 6 de agosto de 1941 fue requisado por la Armada Imperial Japonesa y transformado en crucero auxiliar con armamento antiaéreo, quedando operativo en octubre de ese año y enviado a principios de diciembre a las islas Kwajalein. 
El 8 de diciembre de 1941, un día después del ataque a Pearl Harbor, fue enviado como transporte de tropas de desembarco para cubrir la invasión a la isla de Wake como parte de las fuerzas de Sadamichi Kajioka.
Debido a la tenaz resistencia que opusieron los Marines, las fuerzas de desembarco no pudieron cumplir su cometido.
El Kongo Maru recibió su bautismo de fuego en la forma de un ataque aéreo poco ortodoxo con cargas de profundidad, que lo incendiaron. Los incendios fueron controlados y el comandante Kajioka recibió órdenes de volver a Kwajalein.
El 21 de diciembre de 1941, se realizó un segundo ataque a la isla de Wake y esta vez se concretaron los desembarcos y los Marines se rindieron debido a la falta de municiones. El Kongo Maru apoyó con el transporte de las tropas de desembarco.
El 22 de enero de 1942, participó en la Batalla de Rabaul como transporte de tropas. 
Posteriormente, el 5 de marzo de 1942, participó en la Invasión de Nueva Guinea llevando tropas que participaron en los desembarcos en Salamaua y Lae.

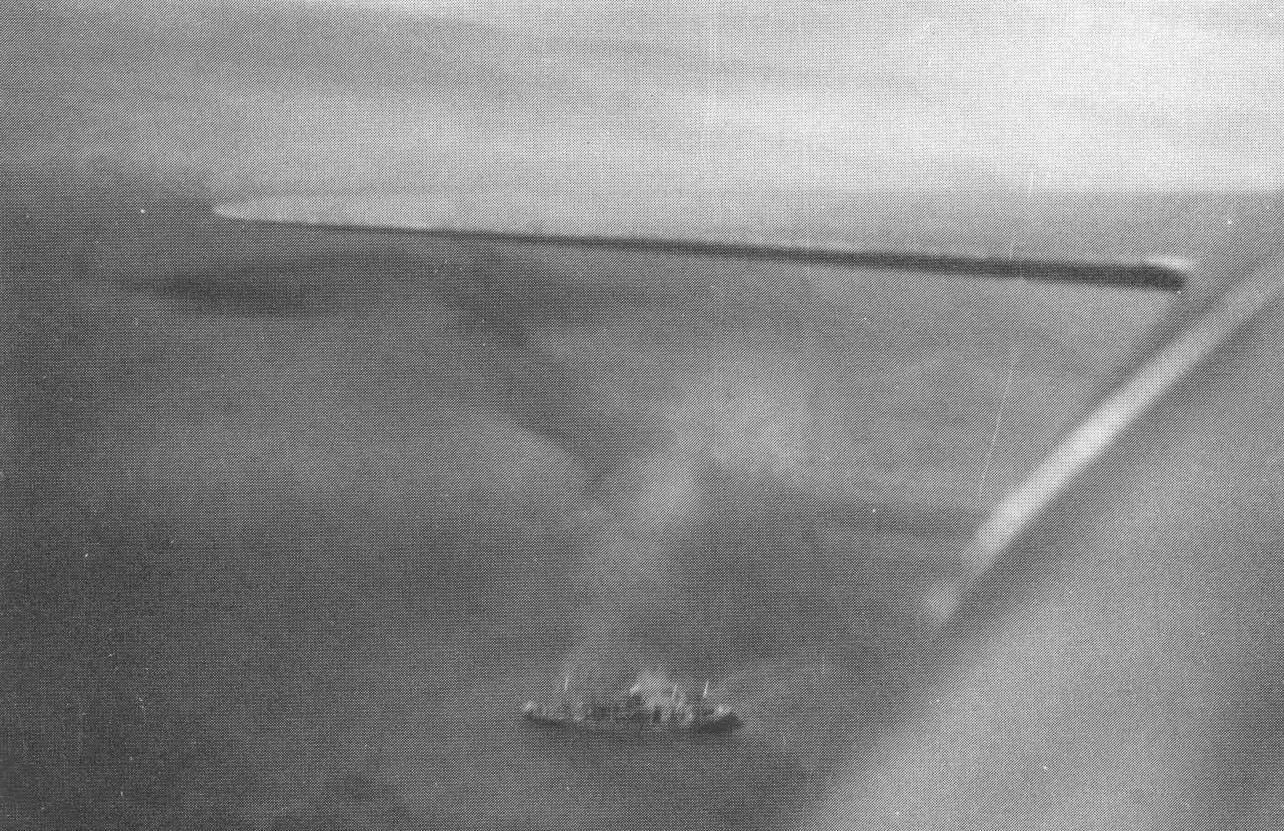
Hundimiento del Kongo Maru en la bahía de Huon. (10 de marzo de 1942).

El 10 de diciembre de 1942, el Kongo Maru fue bombardeado y hundido junto a otros buques de apoyo, mientras desembarcaba más tropas en la bahía de Huon, por aviones provenientes de los portaviones USS Lexington (CV-2) y USS Yorktown (CV-5).